# Quimilí
Quimilí är en kommunhuvudort i Argentina.   Den ligger i provinsen Santiago del Estero, i den norra delen av landet, 900 km norr om huvudstaden Buenos Aires. Quimilí ligger 135 meter över havet och antalet invånare är 10 959.
Terrängen runt Quimilí är mycket platt. Trakten runt Quimilí är nära nog obefolkad, med mindre än två invånare per kvadratkilometer..
Trakten runt Quimilí består i huvudsak av gräsmarker.